# Grzegorz Wojewski
Grzegorz Paweł Wojewski ps. „Ferrum” (ur. 13 września 1901 w Gościcinie koło Wejherowa, zm. prawdopodobnie 28 stycznia 1945) – komendant naczelny Tajnej Organizacji Wojskowej Gryf Pomorski od marca 1943 do stycznia 1945.

## Życiorys
Był synem Józefa Wojewskiego, właściciela dużego majątku ziemskiego i młyna oraz Marii. Uczęszczał do szkoły elementarnej, a następnie Państwowego Gimnazjum Klasycznego w Wejherowie, w którym zdał maturę 20 czerwca 1922 r. Do 1927 r. studiował budownictwo maszyn na Politechnice Gdańskiej w Wolnym Mieście Gdańsku. W latach 1928–1929 służył w Batalionie nr 7 Szkoły Podchorążych Rezerwy Piechoty w Śremie. Pracował jako kierownik cegielni w Bolszewie pod Wejherowem oraz dzierżawca cegielni w Wejherowie. 1 stycznia 1934 r. otrzymał awans do stopnia podporucznika rezerwy. W sierpniu 1939 r. został zmobilizowany do 2 Batalionu Rezerwowego 2 Morskiego Pułku Strzelców pod dowództwem ppłk. Ignacego Szpunara. Podczas kampanii wrześniowej walczył jako dowódca 3 plutonu 4 kompanii 2 Morskiego Pułku Strzelców, który wyróżnił się m.in. w obronie rejonu umocnionego Gdynia i Kępy Oksywskiej. 19 września dostał się do niewoli niemieckiej, z której został zwolniony w poł. października prawdopodobnie dzięki dobrej znajomości jęz. niemieckiego i kwalifikacji zawodowych.
Po powrocie do Wejherowa natychmiast przystąpił do działalności konspiracyjnej. Działał w podziemnej organizacji Polska Żyje, prowadzonej przez księdza Edmunda Roszczynialskiego, a po jego szybkim aresztowaniu, współkierował ją razem z księdzem Józefem Bartlem. W lipcu 1942 r. podporządkował tę organizację Gryfowi Pomorskiemu, przyjmując w nim funkcję komendanta Okręgu I, obejmującego powiaty: kartuski, morski i pucki. Po usunięciu z tego stanowiska przez komendanta naczelnego por. Józefa Gierszewskiego ps. „Ryś”, „Szulc”, „Gozdawa”, „Ordon”, w lutym lub marcu 1943 r. został mianowany przez Radę Naczelną z podpisem por. Józefa Dambka ps. „Adam Kil”, „Jur”, „Adam Falski” nowym komendantem naczelnym TOW Gryf Pomorski.
Od tego czasu był rozpracowywany przez specjalną grupę Gestapo, na czele której stał Jan Kaszubowski. W wyniku późniejszych aresztowań ujęty został jego brat Alfons Wojewski, kierujący pionem służby zdrowia TOW Gryf Pomorski. Przeczuwając dekonspirację, przeniósł się do Chełmży, a następnie do Mniszka koło Grudziądza, skąd kierował organizacją. Po jego mianowaniu doszło do zintensyfikowania akcji bojowych „gryfowców” na obszarze całego Pomorza. Osobiście kierował głównymi akcjami zbrojnymi, np. na lotnisko w Strzebielinie, podczas której zniszczono kilka niemieckich samolotów. Według K. Komorowskiego w grudniu 1943 r. zrzekł się swojej funkcji wobec braku możliwości dalszego działania. Natomiast inni badacze uważają, że kierował organizacją do końca wojny. Poszukiwany przez Gestapo, zdołał uniknąć aresztowania, chroniąc się w Chełmży. W styczniu 1945 roku powrócił do Mniszka.
Istnieje kilka hipotez dotyczących jego śmierci. Według jednej wersji wkrótce został aresztowany przez NKWD i 28 stycznia zamordowany. Według innej zmarł tego dnia z wycieńczenia pod Ciechanowem w kolumnie maszerującej do obozu. Jeszcze inna wersja mówi, że przedostał się do Wejherowa i zakopał część archiwum TOW Gryf Pomorski pod Wejherowem w pobliżu cegielni. W marcu 1945 r. w Robakowie koło Wejherowa aresztowało go NKWD. Przeszedł okrutne śledztwo w areszcie w Luzinie i więzieniu w Wejherowie, gdzie ślad po nim zaginął.
Od września 2001 r. na placu Wejhera w Wejherowie znajduje się tablica upamiętniająca por. inż. Grzegorza Wojewskiego.